# Stanisław Przestalski
Stanisław Marian Przestalski (ur. 3 września 1927 we Lwowie, zm. 22 kwietnia 2017) – polski profesor nauk fizycznych w zakresie biofizyki, nauczyciel akademicki

## Życiorys
Stanisław Przestalski urodził się we Lwowie w rodzinie radcy prawnego. Jego ojciec jego walczył w obronie Lwowa. Z początkiem lat 30. XX w. rodzice zostali przeniesieni do Łodzi. Tuż przed wybuchem wojny Stanisław ukończył piątą klasę szkoły powszechnej. Podczas okupacji pracował jako goniec, potem pomocnik stolarski, a jednocześnie uczył się, co pozwoliło w 1945 mu w cztery miesiące ukończyć gimnazjum. W 1946 zdał eksternistycznie maturę we Wrocławiu w Liceum Ogólnokształcącym Nr 1, po czym rozpoczął studia na kierunku fizyka na Wydziale Matematyki, Fizyki i Chemii Uniwersytetu i Politechniki. Podczas studiów został asystentem stażystą, a w 1951 po otrzymaniu dyplomu magistra filozofii w zakresie fizyki – asystentem profesora Jana Nikliborca, który zaproponował mu zorganizowanie od podstaw Katedry Fizyki i Biofizyki w powstającej uczelni – Wyższej Szkole Rolniczej. Stanisław Przestalski zadanie to wykonał i przez 45 lat (od 1952 do emerytury w 1997) kierował Katedrą Fizyki i Biofizyki Wyższej Szkoły Rolniczej we Wrocławiu.    
Został pochowany na Cmentarzu Komunalnym we Wrocławiu przy ul. Kiełczowskiej 90.   

## Praca naukowo-dydaktyczna
Stanisław Przestalski  zajmował się biofizyką błon biologicznych i agrofizyką, szczególnie fizyką gleby. W 1959 został doktorem nauk fizycznych na Uniwersytecie Wrocławskim na podstawie rozprawy Pomiary wilgotności i porowatości gleby, której promotorem był profesor Jan Wesołowski. W 1964 habilitował się Uniwersytecie Wrocławskim na podstawie pracy Fizyczne aspekty zjawiska przenikania jonów fosforanowych do czerwonych ciałek krwi. W 1971 uzyskał tytuł naukowy profesora nauk fizycznych. Tematyka badawcza profesora Stanisława Przestalskiego obejmowała różne aspekty agrofizyki i biofizyki komórki. Badał m.in. wpływ izotopów promieniotwórczych na organizmy żywe, a także oddziaływanie pestycydów, związków organicznych metali (ołowiu, kadmu i cynku) oraz antyoksydantów na błony komórkowe. Badania były prowadzone na błonach erytrocytów traktowanych jako model błony biologicznej oraz na lipidowych modelach błon. Poznanie tego mechanizmu stanowi niezbędną wiedzę do racjonalnej ochrony komórek, a tym samym organizmu, przed toksycznymi czynnikami fizykochemicznymi. Do najważniejszych jego osiągnięć należy odkrycie zjawiska grawiosmozy i związanego z nim efektu transportu wody w roślinach wyższych. Profesor współpracował z licznymi ośrodkami naukowymi, a także odbył staże naukowe w Akademii Timirazewa w Moskwie, ZSRR (1957), Uniwersytecie Wageningen, Holandia (1962) i Uniwersytecie Eugene, USA (1976-77). Profesor kierował kilkunastoma projektami badawczymi Komitetu Badań Naukowych, Ministerstwa Nauki i Szkolnictwa Wyższego oraz Narodowego Centrum Nauki.  
W 2008 odbyła się konferencja „Błony Biologiczne” związana z jubileuszem 80. rocznicy urodzin prof. Stanisława Przestalskiego. Organizatorami konferencji byli Katedra Fizyki i Biofizyki, Międzywydziałowy Instytut Nauk Przyrodniczych Uniwersytetu Przyrodniczego we Wrocławiu oraz Komisja Cytobiologii PAN.    
Profesor opublikował ok. 400 prac naukowych, w tym ponad 160 oryginalnych prac twórczych. Jego prace były prezentowane na licznych krajowych i międzynarodowych konferencjach, sympozjach i kongresach, często w formie plenarnych referatów. Jest autorem podręcznika Fizyka z elementami biofizyki i agrofizyki stale udoskonalanego w kolejnych wydaniach.   
Profesor Stanisław Przestalski wypromował 15 doktorów, spośród których większość uzyskało tytuł naukowy profesora.   
W 2001 otrzymał tytuł doktora honoris causa Akademii Rolniczej we Wrocławiu.  

## Udział w organizacji nauki
Profesor Stanisław Przestalski przez wiele lat był członkiem Centralnej Komisji do spraw Stopni i Tytułów. Poza macierzystą uczelnią pracował we Wszechnicy Mazurskiej, a także w Polskiej Akademii Nauk. Był członkiem czynnym Polskiej Akademii Umiejętności od 1994 i wiceprzewodniczącym Komisji Przyrodniczo-Medycznej PAU we Wrocławiu. Był członkiem komitetów redakcyjnych czasopism naukowych, a także wielu komitetów i komisji PAN, członkiem honorowym Komitetu Agrofizyki i Komitetu Cytobiologii, przewodniczącym Komisji Chemii, Fizyki i Techniki w Biologii Wrocławskiego Oddziału PAN. Był również członkiem honorowym Polskiego Towarzystwa Biofizycznego oraz Polskiego Towarzystwa Biologii Komórki. 
Przez 25 lat organizował znane w świecie Międzynarodowe Szkoły „Biophysics of Membrane Transport”, poświęcone badaniom błon biologicznych.  

## Wybrane publikacje
- Wstęp do biofizyki. Państwowe Wydawnictwo Naukowe, Warszawa-Wrocław 1970, 233 ss.
- Fizyka z elementami biofizyki i agrofizyki. Państwowe Wydawnictwo Naukowe, Warszawa 1989, 424 ss. ISBN 83-010-8871-0
- Elementy fizyki, biofizyki i agrofizyki. Wydawnictwo Uniwersytetu Wrocławskiego, Wrocław 2001, 577 ss. ISBN 97-883-2292-127-2
- Błony biologiczne. Wiedza Powszechna, Warszawa 1983, 204 ss. ISBN 83-214-0334-4
- Folic acid, ascorbic acid and sodium selenite restore the motility of Dictyostelium discoideum cells inhibited by trieethyllead. „Toxicol.” 2002,180(3), s. 275-92 (wsp. Jolanta Sroka, Zbigniew Madeja, Marta Michalik, Włodzimierz Korohoda)[11]
- The effect of triethyllead on the motile activity of Walker 256 carcinosarcoma cells. „Cell Mol. Biol. Lett.” 2004, 9(1), s. 15-30 (wsp. Jolanta Sroka, Rafał Kamiński, Marta Michalik, Zbigniew Madeja, Włodzimierz Korohoda)[12]
- Antioxidative effect of quercetin and its equimolar mixtures with phenyltin compounds on liposome membranes. J. Agric. Food Chem. 2006, 54(20), s. 7735–7746 (wsp. Janina Gabrielska, Monika Soczyńska-Kordala, Jerzy Hładyszowski, Romuald Żyłka, Janusz Miśkiewicz)[13]
- Modyfications of erythrocyte membrane hydration induced by organic tin compounds. „Cell Biol. Int.” 2009, 33, 7, s. 801-806 (wsp. Romuald Żyłka, Halina Kleszczyńska, Justyna Kupiec, Dorota Bonarska-Kujawa, Jerzy Hladyszowski)[14]
- The location of organotins within the erythrocyte membrane in relation to their toxicity. „Ecotoxicol. Environ. Saf.” 2012, 78, s. 232–238 (wsp. Dorota Bonarska-Kujawa, Halina Kleszczyńska)[15]
- Przenikanie substancji przez błony biologiczne. W: „Agrofizyka – procesy, właściwości, metody” (red. Jan Gliński, Józef Horabik, Jerzy Lipiec, Cezary Sławiński). Instytut Agrofizyki im. Bohdana Dobrzańskiego PAN w Lublinie, Lublin 2014, s. 75-80. ISBN 978-83-89969-34-7

## Odznaczenia i wyróżnienia
- Krzyż Oficerski Orderu Odrodzenia Polski (1997)[5][16][2]
- Krzyż Kwalerski Orderu Odrodzenia Polski (1973)[2]
- Odznaka 1000-lecia Państwa Polskiego[16]
- Odznaka Honorowa „Za zasługi dla Województwa Zielonogórskiego”[16]
- Medal 35-lecia Wyższej Szkoły Pedagogicznej w Opolu[16]
- Medal „Za Zasługi dla Wydziału Rolniczego Akademii Rolniczej we Wrocławiu”[16]
- Medal „Za Zasługi dla Akademii Rolniczej we Wrocławiu” (1999)[17]
- Doktorat honoris causa Uniwersytetu Przyrodniczego we Wrocławiu (2001)[8]
- Medal im. Michała Oczapowskiego „Za wybitny wkład w rozwój nauk agrofizycznych” (2009)[16][18]
- Tytuł honorowy „Zasłużony Nauczyciel” (1979)[5][16][2]